# Knut Bergsland
Knut Bergsland, född den 7 mars 1914, död den 9 juli 1998, var en norsk språkforskare. 
Bergsland var professor i finsk-ugriska språk vid universitetet i Oslo 1947–1980. Han debuterade som språkforskare med den historiskt orienterade artikeln, L'alternance consonantique date-t-elle du lapon commun?, år 1945. Hans avhandling, Røroslappisk grammatikk (1946), var en studie i glossematik med sydsamiska som exempelspråk, ett standardverk som inte blivit ersatt. Bergsland själv deltog inte heller i den strukturalistiska debatten efter att han hade publicerat sin grammatik. Bristen på intresse för arbetet från andra teoretiska lingvister och bristen på intresse för strukturalismen från de finsk-ugriska kollegerna kan vara skälet till varför han återvände till det junggrammatiska paradigmet. 
Efter den ryska revolutionen var Sovjetunionen i praktiken stängd för västerländska språkforskare, vilket gjorde det svårt att bedriva jämförande uralisk språkforsking. Bergsland vände därför uppmärksamheten västerut och skrev viktiga arbeten inom eskimologin, bland annat en historisk grammatik över det grönländska språket, samt grammatik, ordbok och en textsamling för det aleutiska språket. 
Bland hans praktiska språkarbete kan det nämnas att Bergsland jämte Israel Ruong är upphovsman till den gemensamma norsk-svenska ortografin för nordsamiska från 1948, Bergsland-Ruong-ortografin och till den sydsamiska ortografin Bergsland-Bull-ortografin, tillsammans med Ella Holm Bull.
Bergland anlitades ofta som sakkunnig i olika tvister mellan samer och norrmän under efterkrigstiden, i synnerhet den mångåriga konflikten mellan bönder och samer i Trøndelag, där norska historiker och språkforskare som Jørn Sandnes och Ola Stemshaug menade att norrmännen "kom först" och att sydsamerna dök upp först på 1700-talet. I dessa processer visade Bergsland att det av språkhistoriska grunder omöjligt kunde stämma; sydsamiska har skilt sig från de andra samiska språken vid en långt tidigare tidpunkt. Ett annat viktigt vittnesmål kom från Inger Zachrisson, som kunde påvisa samiska stenåldersgravar långt söderut i Sverige.

## Viktiga arbeten
- Knut Bergsland & Lajla Mattsson Magga: Åarjelsaemien-daaroen baakoegärja Sydsamisk-norsk ordbok. Iđut 1993.